# Hypocopra
Hypocopra — рід грибів родини Xylariaceae. Назва вперше опублікована 1867 року.